# 1968-as norvég labdarúgó-bajnokság (első osztály)
Az 1968-as 1. divisjon volt a 24. alkalommal megrendezett, legmagasabb szintű labdarúgó-bajnokság Norvégiában.
A címvédő a Rosenborg volt. A szezont a Lyn csapata nyerte, a bajnokság történetében másodjára.

## Tabella
| Hely. | Csapat         | M  | Gy | D | V  | G+ | G– | Gk  | P  | Továbbjutás vagy kiesés                                        |
| ----- | -------------- | -- | -- | - | -- | -- | -- | --- | -- | -------------------------------------------------------------- |
| 1.    | Lyn (B)        | 18 | 14 | 0 | 4  | 57 | 33 | +24 | 28 | A szezon bajnoka; kvalifikált a Bajnokcsapatok Európa-kupájába |
| 2.    | Rosenborg      | 18 | 11 | 2 | 5  | 53 | 29 | +24 | 24 | Kvalifikált a Vásárvárosok kupájába                            |
| 3.    | Viking (F)     | 18 | 9  | 3 | 6  | 34 | 32 | +2  | 21 |                                                                |
| 4.    | Strømsgodset   | 18 | 9  | 1 | 8  | 48 | 27 | +21 | 19 |                                                                |
| 5.    | Brann (F)      | 18 | 8  | 3 | 7  | 31 | 32 | −1  | 19 |                                                                |
| 6.    | Skeid          | 18 | 9  | 1 | 8  | 22 | 33 | −11 | 19 | Kvalifikált a Vásárvárosok kupájába                            |
| 7.    | Sarpsborg      | 18 | 5  | 5 | 8  | 14 | 25 | −11 | 15 |                                                                |
| 8.    | Fredrikstad    | 18 | 6  | 2 | 10 | 28 | 34 | −6  | 14 |                                                                |
| 9.    | Frigg (K)      | 18 | 3  | 5 | 10 | 15 | 37 | −22 | 11 | Kiesett a 2. divisjonbe                                        |
| 10.   | Vålerengen (K) | 18 | 3  | 4 | 11 | 18 | 38 | −20 | 10 | Kiesett a 2. divisjonbe                                        |

## Meccstáblázat
| Hazai \ Vendég | BRA | FRE | FRI | LYN  | ROS | SRP | SKE | STM | VIK  | VÅL |
| -------------- | --- | --- | --- | ---- | --- | --- | --- | --- | ---- | --- |
| Brann          | —   | 2–3 | 2–2 | 0–2  | 0–4 | 2–0 | 2–0 | 2–1 | 2–2  | 2–0 |
| Fredrikstad    | 1–3 | —   | 1–1 | 1–4  | 0–1 | 4–1 | 0–2 | 0–3 | 2–1  | 1–0 |
| Frigg          | 0–4 | 0–1 | —   | 2–5  | 2–1 | 1–0 | 0–2 | 4–1 | 0–0  | 1–2 |
| Lyn            | 1–4 | 3–1 | 5–0 | —    | 3–1 | 2–0 | 2–1 | 1–6 | 11–2 | 2–0 |
| Rosenborg      | 7–1 | 2–1 | 0–0 | 2–4  | —   | 1–1 | 6–0 | 3–2 | 4–3  | 7–2 |
| Sarpsborg      | 1–2 | 3–2 | 0–0 | 0–4  | 2–5 | —   | 1–1 | 2–0 | 0–0  | 0–0 |
| Skeid          | 2–0 | 0–6 | 2–1 | 0–3  | 0–2 | 1–0 | —   | 2–4 | 2–1  | 3–0 |
| Strømsgodset   | 2–0 | 2–1 | 3–1 | 10–1 | 3–0 | 0–1 | 1–2 | —   | 2–3  | 1–1 |
| Viking         | 2–1 | 3–0 | 6–0 | 2–1  | 2–5 | 0–1 | 3–0 | 2–1 | —    | 0–2 |
| Vålerengen     | 2–2 | 1–1 | 2–0 | 1–3  | 2–3 | 0–1 | 1–2 | 1–6 | 1–3  | —   |

## Statisztikák

### Gólkirály
- Odd Iversen (Rosenborg) – 30 gól